# Sándor Szurmay

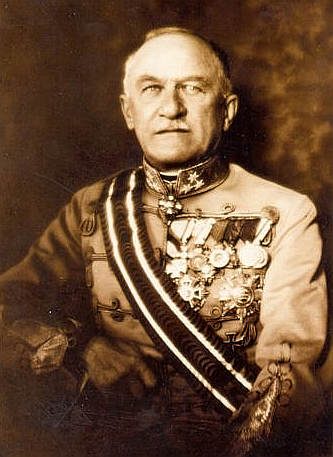
Sándor Szurmay

Sándor Szurmay, seit 1918 Baron Szurmay von Uzsok (auch Alexander Szurmay; * 19. Dezember 1860 in Boksánbánya; † 26. Februar 1945 in Budapest) war k. u. Landesverteidigungsminister, österreichisch-ungarischer General der Infanterie, und zuletzt königlich ungarischer Generaloberst. 

## Leben
Szurmay war Sohn des Bahnbeamten Michael Szurmay und der Josefa Schäfer; ab 1895 verheiratet mit Erna Szenóner. Er wurde 1860 im Komitat Krassó-Szörény geboren. Von 1871 bis 1874 besuchte er die Oberrealschule in Szeged und ab 1882 die Ludovika-Akademie in Budapest. 

### Militärische Laufbahn
Seine militärische Laufbahn begann er 1882 als gemeiner Soldat im Honvéd-Infanterie-Bataillon Nr. 18 in Lugos. 1884 wurde er nach Abschluss seiner Offiziersausbildung als Leutnant ausgemustert. Von 1886 bis 1887 besuchte er Offizierskurse an der Ludovika-Akademie und von 1887 bis 1889 absolvierte er die Kriegsschule in Wien. Nach Beendigung seiner Ausbildung zum Generalstabsoffizier wurde er 1889 als Oberleutnant in den Stabsdienst beim IV. Korps berufen. Ab 1890 diente er im königlich ungarischen Verteidigungsministerium, 1891 übernahm er eine Abteilung im Eisenbahnamt. 1892 zum Hauptmann ernannt, diente er ab 1898 als Major und Bataillonskommandant im Honvedregiment Nr. 4 in Nagyvárad. Im Jahr 1899 erneut ins Verteidigungsministerium berufen, arbeitete er im folgenden Jahr als Leiter der Generalstabsabteilung. 1903 zum Oberstleutnant und 1905 zum Oberst befördert, erhielt er das Kommando über das Honved-Regiment Nr. 20 in Nagykanizsa. Ab Herbst 1907 wieder im Verteidigungsministerium tätig, stieg er dort zum Sektionschef auf und wurde am 18. Dezember 1910 zum Generalmajor befördert. Mit der Ernennung zum Feldmarschallleutnant am 11. Mai 1914 fungierte er nach Beginn des Ersten Weltkrieges ab Oktober 1914 als Staatssekretär im Honved-Verteidigungsministerium.

### Im Ersten Weltkrieg

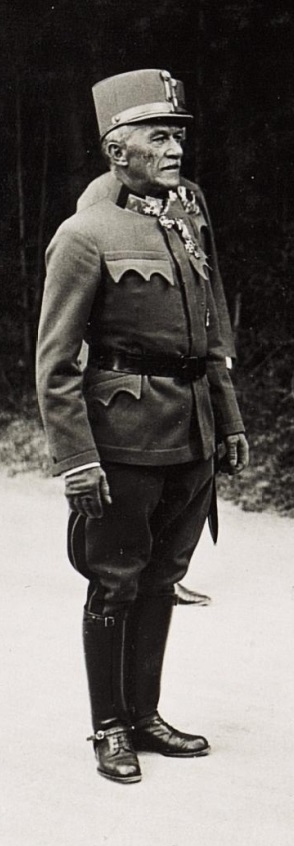
Szurmay als General der Infanterie, 1917

Im November 1914 wurde Szurmay nach dem Rückzug der k.u.k. Truppen aus Galizien auf den Karpatenkamm mit der Führung der 38. Honved-Infanteriedivision betraut. Ab 5. Dezember 1914 verhinderte die zum Korps Szurmay verstärkte Einheit den Durchbruch der russischen 8. Armee am Uschok-Pass. Am 8. Dezember erhielt die 3. Armee unter Boroević den Angriffsbefehl zum Vorstoß nach Nord mit dem Ziel, die belagerte Festung Przemyśl zu entsetzen. Infolge der Angriffe zwischen Limanowa und Lapanow erhielt ihr linker Flügel – die Gruppe Surmay den Befehl von Süden her in Flanke und Rücken der bei Neusandez durchgebrochenen Russen zu stoßen und die abgebrochene Verbindung mit dem rechten Flügel der 4. Armee wiederherzustellen. Der Angriff Brussilows am 28. Dezember brachte am Neujahrestag den Verlust des Uschok-Passes, aber nicht den erhofften Durchbruch nach Nordungarn.
Anfang 1915 wurde die Gruppe mit der 53. Honved-Division unter General Ronay-Horvath verstärkt, das Kommando über die 38. Honved-Division wurde General Stephan Bartheldy übertragen. Am 22. Januar 1915 erfolgte der österreichische Gegenangriff aus dem Ungtal, der am 27. zur Rückeroberung des Passes führte. Szurmays Angriff blieb dann vor der Linie Borynia-Ostry liegen, wo rechts das Eingreifen der deutschen Südarmee eine neuerliche Krise verhinderte. Im März 1915 verstärkte General Brussilow seinerseits die eigenen Durchbruchsversuche gegen die jetzt am Uschok-Pass verteidigende k.u.k. 2. Armee, am 14. März stand das Corps Szurmay dicht vor dem Zusammenbruch. Am 2. April wurden Szurmays Truppen direkt der Südarmee unterstellt und diese Verstärkung festigte die Abwehrfront. Ende Mai 1915 führte dann der Durchbruch von Gorlice-Tarnow zum Rückzug der Russen vor der Karpatenfront. Danach im Rahmen der 1. Armee eingesetzt, war das Korps Szurmay mit der 7. und 40. Division über die alte Landesgrenze bei Sokal zum Vorgehen auf Swinjuchi bestimmt. Für die Verteidigung des Uschok-Passes erhielt er bei seiner Erhebung in den Freiherrnstand den Namenszusatz „von Uzsok“ zuerkannt.
Am 4. Juni 1916 begann die Brussilow-Offensive, als die Front der k.u.k. 4. Armee bei Luzk zerbrach, wurde auch Surmays Korps (70. Honved- und 7. Infanteriedivision) vom russischen VIII. Armeekorps bis zum 7. Juni überrannt und auf die Ikwa zurückgeworfen.
Am 15. September startete die russische 8. Armee neue Angriffe, Szurmays Corps war wieder mehr als 30 Kilometer zurückgedrängt. Sein Corps blieb bis Oktober unter ständigem Druck, bis das Eingreifen deutscher Verstärkungen die Lage meistern konnte. Szurmay blieb bis zum Februar 1917 in seiner Position, dann wurde er außer Dienst gestellt, sein jetzt als k.u.k. XXIV. Korps unbenannter Großverband erhielt mit FML Lukas einen neuen Kommandierenden General.

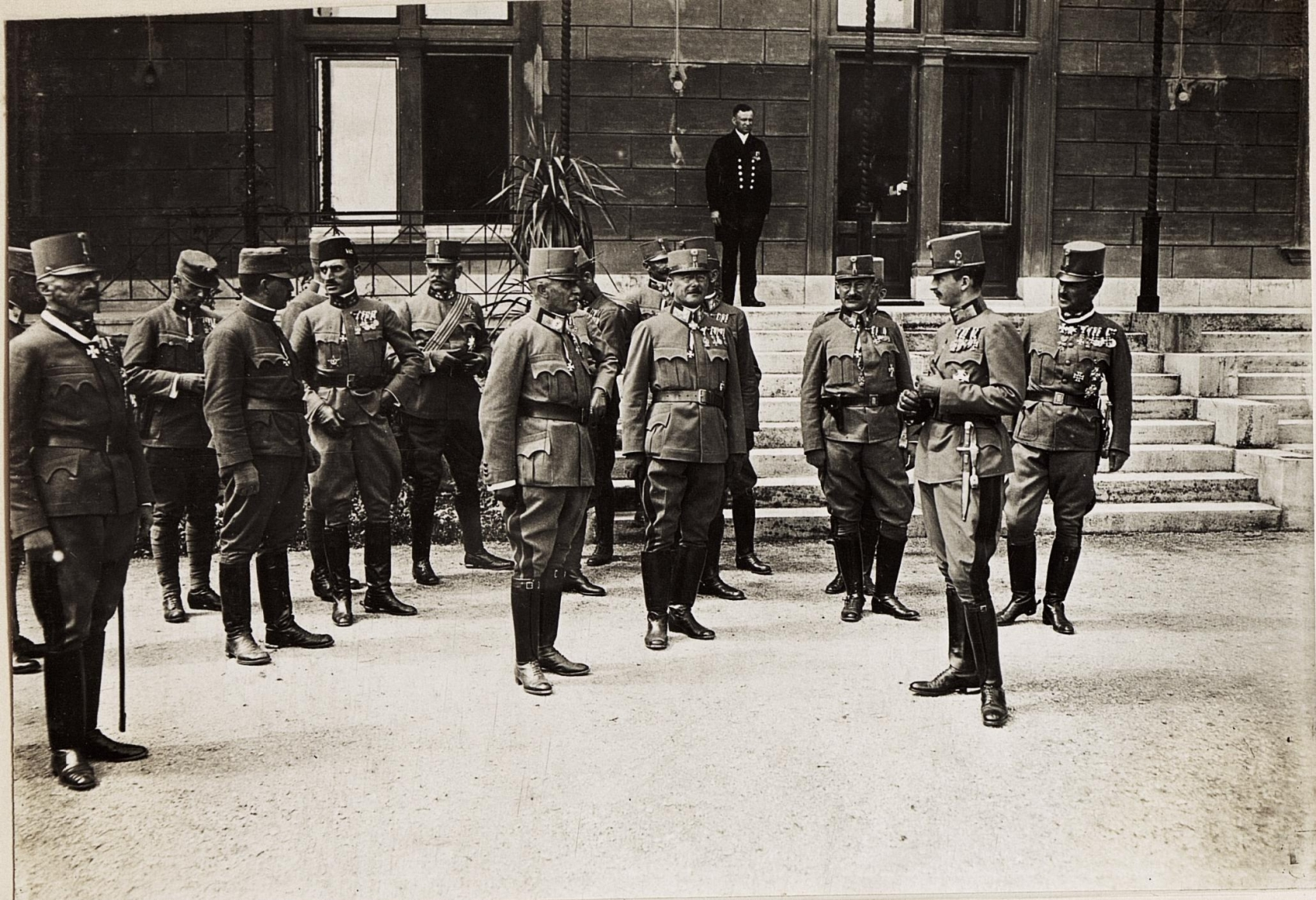
180. Promotion des Militär-Maria-Theresien-Ordens am 17. August 1917 in der Villa Wartholz, bei der Szurmay das Ritterkreuz dieses Ordens erhielt

Im August 1917 wurde er mit dem Ritterkreuz des Militär-Maria-Theresien-Ordens ausgezeichnet und 1918 zum Inhaber des Honvéd-Regimentes Nr. 20 ernannt. Am 19. Februar 1917 erfolgte seine Ernennung zum k.u. Landesverteidigungsminister, am 21. August 1917 wurde er zum General der Infanterie befördert. Im Oktober 1918 trat er von der Position als Honvédminister zurück.

### Nach dem Krieg
Nach der Revolution in Ungarn am 23. Februar 1919 beauftragte Premierminister Karolyi den Innenminister wegen Bedrohung der Errungenschaften der bürgerlichen Revolution, zur Verhaftung Szurmays. Im Februar 1919 wurde er auf Geheiß der Berinkey-Regierung in Szentgotthárd interniert. Während der Herrschaft der Räterepublik wurde er zusammen mit József Szterényi in Budapest gefangen gehalten. Nach dem Ende der Räteregierung fungierte Szurmay bis Ende 1919 noch als Verbindungsoffizier der französischen Militärmission in Ungarn. 
1921 wurde er pensioniert und lebte danach in Budapest, zuletzt wirkte er als Militärschriftsteller. Neben militärhistorischen Werken arbeitete er an Schriften über die Jagd, Reptilien und beschäftigte sich zuletzt auch mit Okkultismus. 1929 erhielt er den Vitéz-Orden und den damit verbundenen Titel vitéz, ab 1927 war er auch Mitglied des Oberhauses. 1941 wurde er noch zum königlich-ungarischen Generalobersten ernannt, starb er 1945 im Alter von 85 Jahren. Die Beisetzung erfolgte am Kerepesi-Friedhof in Budapest.